# Conserva de pimientos

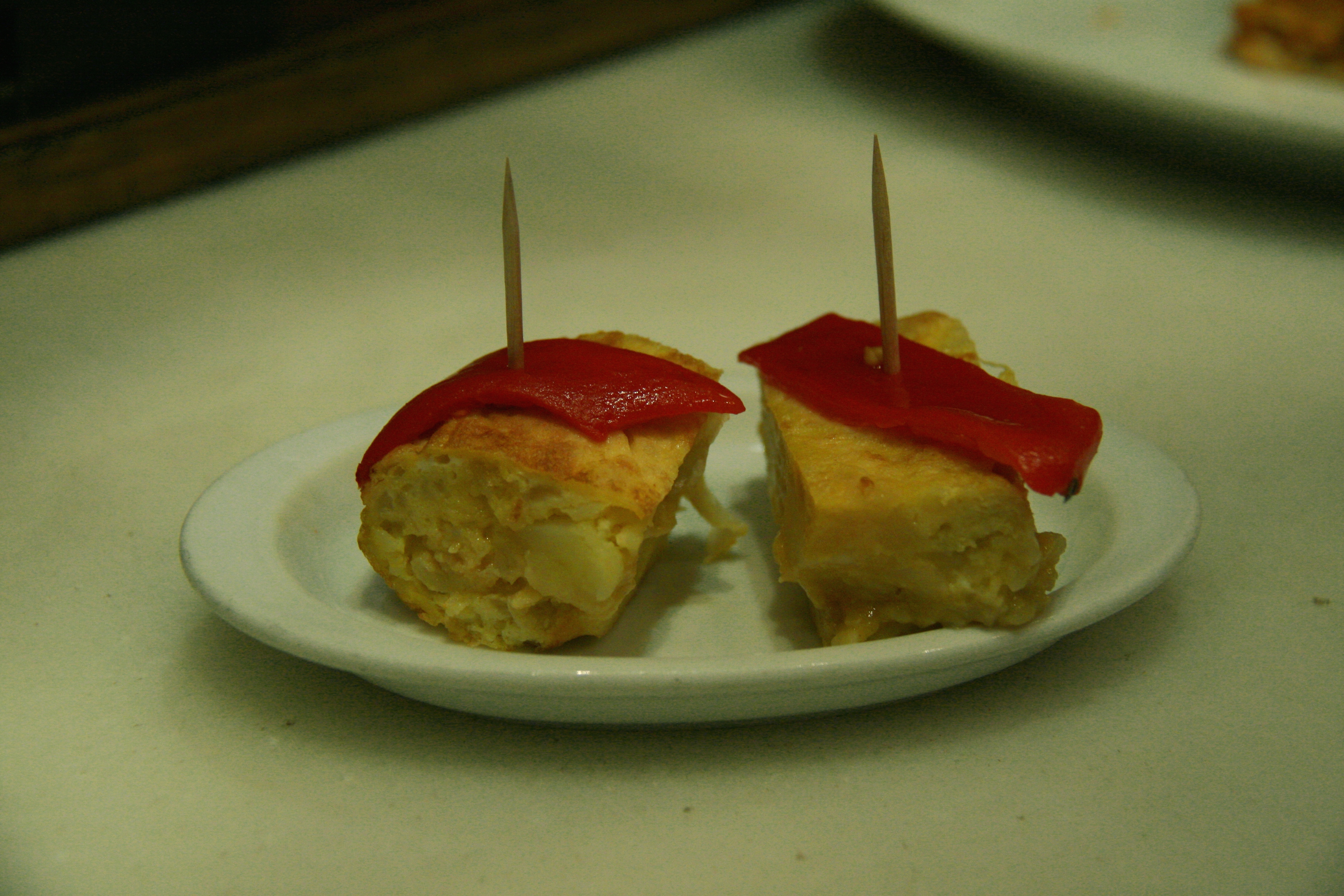
Uso de los pimientos en conserva en la elaboración de tapas como en este caso de tortilla de patatas. Por regla general se conservan los de color rojo.

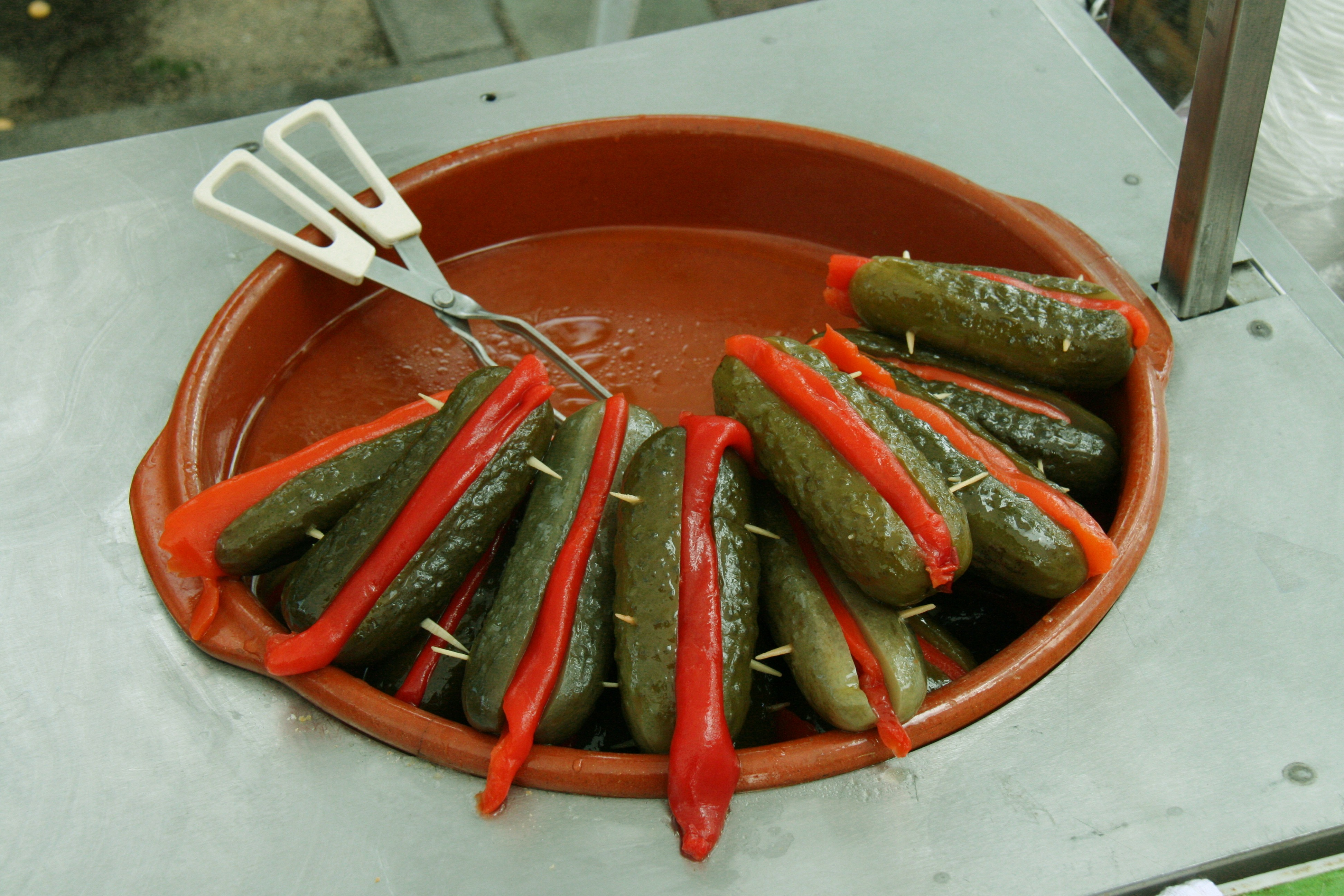
Combinados con encurtidos para combinar su sabor amargo con el ácido.

Los pimientos en conserva son una forma de conservación de los pimientos cocidos al horno. Se emplea en la conservación sólo el pericarpio comestible de la hortaliza. Generalmente se refiere a la conserva asada del pimiento que se realiza en latas o en botes de vidrio esterilizado. Existen otras formas de conservación de los pimientos como son el pimentón (pimiento seco molido), los pimientos secos al aire, los que se conservan en aceite de oliva como son la pericana de la cocina alicantina de España, y los que se conservan en especias ya hechos puré como son la Harissa de la cocina magrebí.  

## Preparación
En la preparación de la conserva enlatada de pimientos, el primer paso es el de obtener sólo la carne (pericarpio) de la hortaliza recién recolectada. Se despoja en este proceso de semillas y de otros elementos como el pedúnculo. Al final se queda la carne en tiras. Tal cual se introduce en un horno con un poco de sal a una temperatura aproximada de 180 °C durante un tiempo cercano a la media hora. La hortaliza desprende en este proceso su jugo interno, jugo que se recoge y participa finalmente de la humedad que rodea a la hortaliza durante el envasado. Los envases de calidad no contienen nada más que el jugo de la hortaliza, sin agua añadida.  

## Usos
En la cocina española se suele emplear en la elaboración de algunas tapas con tortilla de patatas y ensaladas (como el caso del atún aliñado de la cocina gaditana). Acompañando platos de morcilla asada. Suelen ser la forma más habitual de conserva de los pimientos del piquillo y los de Riojanos. Se combinan, debido a su sabor amargo con los encurtidos como los pepinillos, las aceitunas rellenas y las banderillas.  